# Lira da braccio
Lira da braccio – dawny instrument muzyczny z grupy chordofonów smyczkowych.

## Charakterystyka
Instrument używany w XV i XVI w. przez włoskich poetów i muzyków dworskich do improwizowanych recytacji liryki i poezji narracyjnej; w XVI i XVII w. popularny w całej Europie. Był rozwiniętą formą średniowiecznej violi. Stanowił ogniwo pośrednie pomiędzy lirą a violą da braccio. Silvestro Ganassi dal Fontego w swoim traktacie Regola rubertina (1542) nazywał go „lira di sette corde” lub „lira moderna”, dla odróżnienia od liry antycznej.

## Budowa
Lira da braccio miała korpus o kształcie zbliżonym do korpusu skrzypiec, silne wcięcia boczne, stosunkowo płaski mostek, szeroką podstrunnicę, szyjkę zakończoną dużą płytą kołkową w formie liścia, z pionowymi kołkami. Jej otwory rezonansowe były w kształcie zwróconych do siebie liter „C” lub stylizowanych liter „f” (tzw. efy). Miała zwykle 5 strun melodycznych, strojonych w kwartach i kwintach oraz 2 strojone w oktawach struny burdonowe, przebiegające poza chwytnikiem (d d¹ g g¹ d¹ a¹ d² [e²]). Zgodnie ze swoją nazwą (wł. braccio = ramię) była lirą ramieniową, tzn. podczas gry opierano ją na ramieniu.

## Odmiany

### Lira da gamba
Inne nazwy: lirone, lyra imperfecta. Większa, tenorowa odmiana, trzymana na kolanie podczas gry. Miała od 9 do 13 strun melodycznych strojonych w kwartach i kwintach oraz 2 struny burdonowe strojone w oktawach (G g с c¹ g d¹ a e¹ h fis¹). Na jej podstrunnicy było 5 progów z żyłki jelitowej. Instrument był w szerszym użyciu dopiero od XVI w.

### Archiviola di lira
Inne nazwy: lira grande, lyra perfecta. Była wielkości dzisiejszego kontrabasu. Miała do 24 strun, kilka z nich burdonowych. Jej podstrunnica początkowo miała progi, ale zrezygnowano z nich w roku 1600.